# Alden (New York)
Pour les articles homonymes, voir Alden.
Ne doit pas être confondu avec Alden (village, New York).
Alden est une ville (town) située dans le comté d'Érié, dans l'État de New York, aux États-Unis,. En 2010, elle comptait une population de 1 047 habitants.

## Démographie
Lors du recensement de 2010, la ville comptait une population de 10 470 habitants.